# 康斯坦丁·彼得罗维奇·戈尔舍宁
康斯坦丁·彼得罗维奇·戈尔舍宁（俄語：Константин Петрович Горшенин，1907年5月28日（6月10日）—1978年5月27日），或译高尔申宁，是苏联的政治家，苏共中央候补委员，曾担任苏联总检察长、苏联司法部部长。